# Publio Nonio Asprenate
Publio Nonio Asprenate (Calpurnio Serrano?) (in latino: Publius Nonius Asprenas (Calpurnius Serranus?); 3 circa – Roma, 24 gennaio 41) è stato un magistrato e senatore romano, console dell'Impero romano.

## Biografia

### Origini familiari
Discendente della gens Nonia, famiglia del Piceno salita alla ribalta negli anni del triumvirato e poi sotto Augusto, bisnonno di Publio fu Lucio Nonio Asprenate, proconsole cesariano d'Africa nel 46 a.C. posto al comando della città di Tapso, comandante della cavalleria cesariana, forse come legato, in Spagna nel 45 a.C., e console suffetto nel 36 a.C.
I legami formati da quest'ultimo furono davvero notevoli. Da un lato, la figlia Nonia Polla sposò Lucio Volusio Saturnino, ricco console suffetto del 12 a.C. e probabilmente cugino di Tiberio e Druso maggiore: loro figli furono il console suffetto del 3, Lucio Volusio Saturnino, e una figlia che, sposata con Marco Lollio figlio dell'omonimo console ordinario del 21 a.C., generò Lollia Paolina, terza moglie di Caligola, e Lollia Saturnina, moglie di Decimo Valerio Asiatico console suffetto nel 35 e ordinario per la seconda volta nel 46. Dall'altro lato, il figlio Lucio Nonio Asprenate, nonno di Publio, sposò Quintilia, sorella dello sfortunato console del 13 a.C. (e marito della pronipote di Augusto Claudia Pulcra) Publio Quintilio Varo e della Quintilia che sposò il nipote di Augusto e console ordinario del 29 a.C. Sesto Appuleio: i due ebbero come figli Lucio Nonio Asprenate, console suffetto del 6, e Sesto Nonio Quintiliano, console ordinario dell'8 che sposò la figlia del console del 32 a.C., Gaio Sosio, ed ebbe due figli, tra cui il console suffetto del 38 Sesto Nonio Quintiliano.
Più problematica è invece l'ascendenza diretta di Publio: suo padre fu probabilmente il console del 6, ma è la madre ad essere oggetto di speculazioni. Tradizionalmente, la donna era ritenuta una Calpurnia, figlia di Lucio Calpurnio Pisone il Pontefice, console ordinario del 15 a.C. e grande amico di Tiberio, dalla quale, secondo un'iscrizione ben conservata, il console del 6 avrebbe avuto come figli il console suffetto del 29 Lucio Nonio Asprenate, Asprenate Calpurnio Serrano (ritenuto identico a Publio) e Asprenate Calpurnio Torquato. Tuttavia, la recente scoperta del senatus consultum de Cn. Pisone patre, che menziona una Calpurnia prima ignota, ha portato gli editori dell'iscrizione Werner Eck, Antonio Caballos e Fernando Fernández a ipotizzare che la donna fosse nipote di Gneo Calpurnio Pisone padre e figlia di Gneo (poi divenuto Lucio) Calpurnio Pisone, console ordinario del 27, e che avesse quindi sposato non il console del 6 - che avrebbe quindi avuto il console del 29 e Publio da una donna ignota -, ma il console del 29 stesso, che sarebbe quindi padre di Lucio Nonio Calpurnio Asprenate, console suffetto nel 71 o nel 72, Asprenate Calpurnio Serrano (distinto, quindi, da Publio) e Asprenate Calpurnio Torquato. La critica è ancora incerta sulla questione, ma l'ipotesi degli editori del senatus consultum di identificare in Calpurnia la nipote e non la figlia di Gneo Calpurnio Pisone padre non sembra aver incontrato l'approvazione diffusa degli studiosi.

### Carriera
Della carriera di Publio non molto è noto. L'unico incarico attestato però lo vede al vertice dello stato romano: Publio fu infatti console ordinario per il primo semestre del 38 insieme a Marco Aquila Giuliano: i due furono sostituiti a luglio dalla coppia di suffetti composta da Servio Asinio Celere e dal cugino di Publio Sesto Nonio Quintiliano. Il consolato di Publio e Giuliano, designati già da Tiberio, vide la ripresa del princeps Caligola dalla gravissima malattia che lo aveva colpito nell'autunno precedente, l'inizio dell'eliminazione di personaggi non allineati come Tiberio Gemello, Marco Giunio Silano e forse già Quinto Nevio Cordo Sutorio Macrone, l'inizio di un allontanamento dall'aristocrazia senatoria e la morte dell'amatissima sorella Drusilla il 10 giugno.

### Morte
Secondo il racconto di Flavio Giuseppe, il giorno fatale del 24 gennaio del 41 era iniziato con un pessimo presagio tanto per Caligola quanto per Publio: durante un sacrificio in onore del divo Augusto sul Palatino, infatti, il sangue della vittima - un fenicottero - finì sulla toga di Publio, causando l'ilarità di Caligola che però fraintese il significato nefasto del presagio. Mentre Caligola, durante gli spettacoli dell'ultimo giorno dei Ludi Palatini, era incerto se rimanere fino alla fine o uscire prima per farsi un bagno e poi ritornare, i congiurati, tra cui Flavio Giuseppe inserisce esplicitamente anche Publio, lo esortarono ad uscire subito, in modo da non perdere il momento propizio per eliminarlo. Quando Caligola allora uscì dal teatro e deviò per una strada stretta e deserta (un criptoportico) diretta ai bagni del Palatium, i tribuni pretoriani Cassio Cherea e Cornelio Sabino, e un certo Aquila (forse lo stesso collega console di Publio) lo pugnalarono a morte. Al momento della fuga degli assassini, la guardia del corpo germanica di Caligola comprese subito che il loro padrone era morto e iniziò freneticamente a cercare i congiurati per vendicarsi: la prima persona che incontrarono nel Palatium fu proprio Publio, che fu così massacrato, seguito poco dopo da Lucio Norbano Balbo (forse il console ordinario del 19) e da un senatore di nome Anteio.

### Legami familiari
Secondo la ricostruzione tradizionale dello stemma familiare dei Nonii, Publio avrebbe avuto da moglie ignota Publio Nonio Asprenate Cesio Cassiano, console suffetto attorno al 75, da cui poi sarebbe disceso il poco noto Publio Nonio Asprenate Cesiano. Della stessa famiglia di Publio sembra poi essere un Publio Nonio Asprenate citato più volte da Seneca il Vecchio come declamatore di scarsa importanza, che corresse una sententia del retore greco Glicone Spiridione: è stato anche proposto che questo declamatore fosse lo stesso Publio.